# Leptodactylus longirostris
Leptodactylus longirostris es una especie de ránidos de la familia Leptodactylidae.

## Distribución geográfica
Se encuentra en Brasil, Colombia, Guayana Francesa, Guyana, Surinam y Venezuela.